# Borchtchiv
Borchtchiv (en ukrainien : Борщів) ou Borchtchiov (en russe : Борщёв ; en polonais : Borszczów) est une ville de l'oblast de Ternopil, en Ukraine. Sa population s'élevait à 10 379 habitants en 2025.

## Géographie
Borchtchiv est située à 58 km au nord-nord-est de Tchernivtsi, à 91 km au sud-sud-est de Ternopil, à 187 km au sud-est de Lviv et à 372 km à l'ouest-sud-ouest de Kiev.

## Histoire
La première mention de la ville remonte à l'année 1456. En 1629, elle obtient des privilèges urbains (droit de Magdebourg). Borchtchiv fait partie du royaume de Pologne de 1340 à 1569, puis de la voïvodie de Ruthénie de la république des Deux Nations. Après la première partition de la Pologne, en 1772, la ville est rattachée à la Galicie autrichienne, chef-lieu du district de Borszczów, l'un des 78 Bezirkshauptmannschaften (powiats) en province (Kronland) de Galicie en 1900. Un bureau de poste est ouvert en 1858.
Après une période de conflits armés en 1919 et depuis la paix de Riga en 1921, elle appartient à la république de Pologne (voïvodie de Stanisławów). En application du pacte germano-soviétique, elle est envahie par l'Armée rouge le 17 septembre 1939, puis annexée par l'Union soviétique et incorporée à la république socialiste soviétique d'Ukraine.
Pendant la Seconde Guerre mondiale, elle est occupée par l'Allemagne nazie du 7 juillet 1941 au 6 avril 1944. Quatre mille juifs de la ville y sont enfermés dans un ghetto (en). Plusieurs milliers sont assassinés au cours de différentes exécutions, tandis que d'autres sont déportés, notamment au camp d'extermination de Bełżec.
La ville redevient soviétique après la guerre. Depuis 1991, elle fait partie de l'Ukraine indépendante.

## Population
Recensements (*) ou estimations de la population :
| 1921* | 1959* | 1970* | 1979* | 1989*  | 2001*  | 2010   |
| ----- | ----- | ----- | ----- | ------ | ------ | ------ |
| 5 011 | 5 023 | 8 052 | 9 851 | 11 305 | 11 382 | 11 274 |

| 2011   | 2012   | 2013   | 2014   | 2015   | 2016   | 2017   |
| ------ | ------ | ------ | ------ | ------ | ------ | ------ |
| 11 273 | 11 219 | 11 222 | 11 202 | 11 167 | 11 135 | 11 077 |

## Personnalité
- Bolesław Bronisław Duch (1896-1980), militaire polonais